# HMS Torbay (1940)
HMS Torbay (N.79) – brytyjski okręt podwodny typu T, zwodowany 9 kwietnia 1940 roku w stoczni Chatham Dockyard. Przyjęty do służby w Royal Navy 14 stycznia 1941 roku, walczył w 2 wojnie światowej w kampanii śródziemnomorskiej, zaś od marca do września 1945 roku prowadził operacje w rejonie Zatoki Bengalskiej na Dalekim Wschodzie. W trakcie służby odbył 29 patroli wojennych, zatopił 17 statków handlowych o łącznej pojemności 8 000 BRT, 5 okrętów oraz 24 jednostki żaglowe. Jednostką dowodzili kolejno kmdr por.Anthony Miers, kpt. mar. Robert Clutterbuck oraz kpt. mar. Compton Norman. 
HMS „Torbay” (N.79) był średniej wielkości jednokadłubowym okrętem podwodnym o bardzo dużej sile ognia, wyposażonym w zewnętrzne główne zbiorniki balastowe. 11 wyrzutni torpedowych kalibru 533 mm z 17 torpedami, uzupełniało jedno działo pokładowe kalibru 4 cale (102 mm).